# Gerhard Lohfink
Gerhard Lohfink (ur. 29 sierpnia 1934 we Frankfurcie nad Menem, zm. 2 kwietnia 2024 w Ebenhausen k. Monachium) – niemiecki ksiądz katolicki, egzegeta Nowego Testamentu, wieloletni wykładowca Uniwersytetu w Tybindze, autor licznych publikacji. Studiował germanistykę i teologię, uzyskując tytuł doktora teologii na Uniwersytecie w Würzburgu. W 1973 habilitował się z tematu egzegezy Nowego Testamentu. W 1986 roku zrezygnował z kariery uniwersyteckiej i związał się ze wspólnotą Katholische Integrierte Gemeinde. Prowadzi wykłady w ramach kursów teologicznych organizowanych przez Accademia per la Teologia del Popolo di Dio/Akademie für die Theologie des Volkes Gottes z siedzibą w Villa Cavalletti pod Rzymem.

## Twórczość teologiczna
Szczególne znaczenie dla zrozumienia teologii Lohfinka mają cztery dzieła, w których zawarł główne kierunki swojej twórczości.

### Die Sammlung Israels
Pierwszym z nich jest Die Sammlung Israels. Eine Untersuchung zur lukanischen Ekklesiologie (Zgromadzenie Izraela. Studium nad eklezjologią św. Łukasza), w którym w oparciu o podwójne dzieło św. Łukasza poszukuje odpowiedzi na pytanie o cel i sens misji Jezusa a więc: Czy misją Jezusa było założenie Kościoła? W jaki sposób Łukasz w swoim dziele rozumie początek Kościoła? Wskazuje, że celem misji Jezusa było zgromadzenie eschatologicznego Izraela. W oparciu o tę tezę formułuje pogląd, że Jezus w czasie swojej historycznej misji nie zakłada Kościoła. Ten bowiem rodzi się ze zwołania Izraela i z eschatologicznego przepowiadania królestwa Bożego. Nie można zatem mówić o „założeniu” Kościoła ani wskazać, w klasycznym tego słowa znaczeniu, historycznego momentu jego fundacji. Kościół jest wynikiem dynamicznego procesu historio-zbawczego, który obejmuje sobą całą historię zbawienia i którym kieruje Bóg. Momentem najbardziej eklezjotwórczym, zdaniem Lohfinka, jest Zesłanie Ducha Świętego. Wydarzenie to otwiera bowiem ostatni decydujący etap zgromadzenia Izraela aż do oddzielenia się Kościoła od judaizmu. Kościół w myśli Lohfinka otrzymuje wyraźnie dynamiczny i teocentryczny charakter.
Zagadnienie założenia Kościoła kontynuuje w kolejnych opracowaniach, z których na szczególną uwagę zasługuje artykuł Jesus und die Kirche (Jezus i Kościół), w którym szuka odpowiedzi o genezę Kościoła również poza dziełem św. Łukasza. Artykuł ten z punktu widzenia teologii fundamentalnej zasługuje na szczególną uwagę. Został on opublikowany w trzecim tomie Handbuch der Fundamentaltheologie (Podręcznik Teologii Fundamentalnej, T. 3 – Traktat o Kościele), a tym samym pozwolił wpisać się Lohfinkowi nie tylko w jedną z ważniejszych publikacji teologiczno-fundamentalnych ostatnich lat, ale przede wszystkim w dyskusję nad problemem dyskutowanym w ramach jej przedmiotu, potwierdzając przydatność swoich poszukiwań w refleksji teologiczno-fundamentalnej.

### Wie hat Jesus Gemeinde gewollt?
Kolejną pracą Lohfinka, na którą należy zwrócić uwagę, jest książka zatytułowana Wie hat Jesus Gemeinde gewollt? Zur gesellschaftlichen Dimension des christlichen Glaubens (Jakiej gminy chciał Jezus? Społeczny wymiar wiary chrześcijańskiej). Dzieło to zostało docenione nie tylko wśród specjalistów, ale również przez szeroką rzeszę czytelników. Potwierdzeniem tego może być fakt, że w ciągu niespełna dziesięciu lat doczekało się w Niemczech sześciu wznowień i zostało przetłumaczone na wiele języków. Lohfink szuka w nim odpowiedzi na dwa zasadnicze pytania: Jakiej wspólnoty chciał Jezus? Jak powinien wyglądać Kościół, aby odpowiadał zamysłowi Jezusa? Książka ta stanowi pewnego rodzaju kontynuację poprzedniego dzieła Die Sammlung Israels. Cel jaki postawił sobie autor to ukazanie z perspektywy Nowego Testamentu, że wiara nakierowana jest na społeczność (Gemeinschaft) i to taką społeczność, która ma wyraźne kontury odróżniające ją od reszty społeczeństwa. Chodzi zatem o nakreślenie kształtu propozycji zbawczej dla zwołanego Izraela. Propozycja ta zdaniem Lohfinka wyraża się we wspólnocie ludu Bożego, kierującego się nowym eschatologicznym etosem królestwa Bożego. Takie wartości jak bezwarunkowa miłość, sprawiedliwość społeczna, odrzucenie podziałów społecznych, rezygnacja z przemocy, nadają wspólnocie eklezjalnej kształt nowej rodziny i czynią z niej wspólnotę alternatywną wobec innych społeczności.
Sam projekt ukazany jest w trzech odsłonach. Pierwsza dotyczy działalności i orędzia Jezusa. Druga skupia się na praktyce pierwotnej gminy chrześcijańskiej. Trzecia ukazuje kontynuację zbawczego projektu Jezusa w erze wczesnochrześcijańskiej. Centralną ideą tego dzieła jest Kościół widziany jako wspólnota – temat ten Lohfink rozwija w opozycji do indywidualizmu i konsumizmu religijnego, które to postawy mogą dziś słusznie uchodzić za synonimy współczesnego kryzysu w Kościele. Niewątpliwie praca ta jest nowym i odważnym spojrzeniem na Kościół, które przybiera formę pewnego projektu eklezjologicznego. Jego podstawą teologiczną jest teologia królestwa Bożego. Głoszone przez Jezusa orędzie o królestwie Bożym stawia przed całym Kościołem wymaganie pełnego powierzenia się panowaniu Boga. Z tej fundamentalnej postawy wiary rodzi się społeczność na kształt nowej rodziny, w której „głową jest Ojciec, który jest w niebie, wszyscy zaś są sobie braćmi i siostrami”. Tym samym, w królestwie Bożym w miejsce zawsze niedoskonałej władzy ojców jako jedyny władzę pełni Bóg. Brak ludzkich ojców to nie wyraz idealizmu, ale wymóg teologiczny i logiczna konsekwencja przyjęcia panowania Bożego. Książka ta została dostrzeżona i doceniona również w Polsce, w obrębie teologii fundamentalnej. Stanowi ona bardzo interesującą propozycję dla współczesnej eklezjologii. Posiada również walor ekumeniczny i pastoralny dotyczący sposobu obecności oraz nowego sensu misyjności Kościoła w świecie współczesnym. Streszcza się on w wizji Kościoła jako wspólnoty alternatywnej.
Nie wszyscy jednak uznali wymiar pastoralny za walor tego dzieła. Niektórzy krytycy odnotowują, że schemat eklezjologiczny zaprezentowany w tym dziele jest związany z sytuacją egzystencjalną i doświadczeniem wspólnoty zaczerpniętej z Katolickiej Gminy Zintegrowanej (Katholische Integrierte Gemeinde). Zarzucano, że wpływ doświadczenia zaczerpniętego z życia we wspólnocie jest tak daleki, że wydaje się osłabiać krytyczne rozumienie tekstu biblijnego, co wyrażałoby się w przesadnym dążeniu do wskazania w Nowym Testamencie, a zwłaszcza w opisie życia wspólnoty pierwotnego Kościoła, schematu życia właściwego dla Gminy z Monachium zamiast dla całego Kościoła. Doświadczenie życia wspólnotowego niewątpliwie dało Lohfinkowi nowe światło w rozumieniu orędzia Jezusa, co z pewnością ubogaca jego przekaz i teologię, czyni je bardziej przystępnym i zrozumiałym dla szerokiego odbiorcy.

### Wem gilt die Bergpredigt?
Kolejnym ważnym dziełem, które zrobiło międzynarodową karierę jest Wem gilt die Bergpredigt? Beiträge zu einer christlichen Ethik (Kogo dotyczy Kazanie na Górze? Przyczynek do etyki chrześcijańskiej). Praca ta, poza jedną częścią, ukazała się wcześniej w postaci artykułów, które zostały przepracowane do potrzeb tej publikacji. Jest to praca o spójnej logice, zawierająca jasno sprecyzowany projekt badawczy, przez który autor w sposób jasny i konsekwentny przeprowadza czytelnika. G. Lohfink wychodzi od obserwacji, że Kazanie na Górze zbyt często jest odczytywane i interpretowane w kluczu indywidualizmu lub uniwersalizmu etycznego, co wypacza jego główne przesłanie, a niejednokrotnie wręcz niweluje przez fakt, że jest rozumiane jako zbyt radykalne, a w konsekwencji niemożliwe do realizacji. Autor jest przekonany, że różnorodność stanowisk i interpretacji Kazania na Górze wynika przede wszystkim z braku precyzyjnej identyfikacji jego adresatów. Dlatego pierwszym zadaniem, jakie sobie stawia, jest określenie adresatów Magna Charta chrześcijaństwa. Stanowi to punkt wyjścia, aby zmierzyć się z zagadnieniem radykalizmu wymogów etycznych postawionych w Kazaniu przez Jezusa. Wykazuje, że adresatem Kazania na Górze nie jest ani wyizolowana jednostka ani tym bardziej cała ludzkość. Właściwym adresatem jest lud Boży końca czasów.
Równie ważnym wątkiem jest problematyka możliwości wprowadzenia w czyn moralnych wskazań Kazania na Górze. Odpowiedź tkwi w środowisku i sposobie realizacji. Kluczem jest środowisko Kościoła i zachowanie integralności wymagań etycznych, w czym Lohfink upatruje ich radykalizmu. Tak więc w pojęciu „radykalizm” nie tyle kryje się surowość, kategoryczność czy też bezwarunkowość wymagań, jak to widział Kant, ale ich łączność i niepodzielność, która daje gwarancję ich realizacji. Przykładem może być wezwanie do wyzbycia się przemocy czy zakaz rozwodów, które są poddane szczegółowej analizie. Oba wymagania są niewątpliwie radykalne i jako takie dla pełnej realizacji wymagają nie tylko indywidualnej wiary, ale przede wszystkim oparcia w środowisku wiary – we wspólnocie. Już w poprzednim dziele Wie hat Jesus Gemeinde gewollt?, które zawierało wiele tez przywołanych w rozważaniach poświęconych adresatom Kazania na Górze, pojawiło się zagadnienie wyzbycia się przemocy jako wyróżnika nowej rodziny, którą powoływał Jezus. Temat ten znajduje rozwinięcie w niniejszym dziele i jest niewątpliwie jedną z kwestii, która stanowi o jego ważności i porusza. Wnioski do jakich dochodzi Lohfink idą niejako w poprzek wykładni Katolickiej Nauki Społecznej dotyczącej uprawnionej obrony z użyciem siły militarnej. Lohfink tą tematyką zajmował się już w latach 1981-1982 w ramach cyklu wykładów na Uniwersytecie w Tybindze zatytułowanych: Polityka na rzecz pokoju – obrona – rozbrojenie. Lohfink wyraża przekonanie, że Kościół powinien dążyć z całej mocy, aby na tle świata jawić się jako wspólnota wolna od wszelkich form przymusu, przemocy i dyskryminacji.

### Braucht Gott die Kirche?
Wreszcie niezwykle ważnym dziełem jest Braucht Gott die Kirche? Zur Theologie des Volkes Gottes (Czy Bóg potrzebuje Kościoła? Ku teologii ludu Bożego), które doczekało się również wydania polskiego, wcześniej zataczając szeroki krąg wśród odbiorców w różnych krajach. Wydawca polski, wydawnictwo W drodze, tak zachęca do lektury tej książki: „Gerhard Lohfink w sposób fascynujący, z niezwykłą świeżością i przejrzystością opowiada dzieje zbawienia i odkrywa nieustannie obecną w tych dziejach tęsknotę Boga za nowym społeczeństwem Bożej sprawiedliwości, za Kościołem – za ludem, który przez wiarę i głoszenie radosnej nowiny pozwoli Bogu spełnić pierwotny zamysł: obdarowania człowieka szczęściem i autentycznego przemienienia świata w ziemię obiecaną”. Słowa te w sposób niezwykle celny i syntetyczny oddają główny zamysł książki. Jest to dzieło poniekąd wieńczące dotychczasowy rozwój myśli eklezjologicznej Tybinczyka. Na tle dotychczasowej twórczości nie zaskakuje nowymi oryginalnymi tezami. Tym, co zasługuje na uwagę, jest skoncentrowanie historii zbawienia wokół idei królestwa Bożego. Na to pytanie „Czy Bóg potrzebuje Kościoła?” G. Lohfink odpowiada, przeprowadzając czytelnika poprzez cztery części zamknięte refleksją na temat osobistego doświadczenia Kościoła. W pierwszym rozdziale zostaje ukazana dynamika historii zbawienia, która jest również historią wolności człowieka. Bóg potrzebuje Kościoła, o ile historia zbawienia ma dotyczyć wolnych osób. Bóg tylko poprzez ludzi i ich wolność i w takiej mierze, w jakiej dadzą się pociągnąć pięknem sprawy Bożej może realizować historię zbawienia. Bóg potrzebuje Kościoła ponieważ realizuje swój plan zbawczy odwołując się do wolności człowieka. Projektem Boga jest nowa społeczność, lud Boży, Kościół, który poprzez poddanie się Jego panowaniu może zrealizować swoją misję – przynieść światu zbawienie. Z perspektywy Boga można mówić wyłącznie o wypełnieniu obietnicy. Ze strony Boga wszystko zostało już dane. Poprzez to stwierdzenie Lohfink precyzuje swoje stanowisko na tle różnych modeli eschatologicznych, jakie wyłoniły się po odnowie eschatologicznej przełomu wieków i określa je jako eschatologię „teraźniejszą”. Odrzuca tym samym stanowiska skrajne eschatologii konsekwentnej i zrealizowanej sytuując się pośród egzegetów napięcia, czyniąc z wolności człowieka klucz hermeneutyczny jej zrozumienia.
W dziele tym przekazuje cenne wskazówki ekumeniczne. Kościół potrzebuje jedności, a największą raną Kościoła jest jej utrata. Kościół potrzebuje również pojednania ze swoją historią, a więc również z ludem Izraela. Nie mniejszą raną jest bowiem również oderwanie się od synagogi, a co gorsza - zwrócenie się przeciwko niej. Jest to zdecydowanie szersze pojmowanie jedności i ekumenizmu niż to, do którego przywykliśmy.
G. Lohfink jawi się jako teolog dialogu, który w retrospektywnym spojrzeniu próbuje na nowo określić miejsce i rolę Kościoła w świecie współczesnym. Jest bacznym obserwatorem życia Kościoła. Krytycznie ocenia zmiany religijności europejskiej dokonujące się pod wpływem idei postmodernistycznych. Jego eklezjologia jest wołaniem o Kościół bardziej zintegrowany, wspólnotowy, czytelny, a jednocześnie bardziej radykalny i misyjny. Teologia Gerharda Lohfinka, dzięki jego osobistemu związaniu się ze wspólnotą Katholische Integrierte Gemeinde, nie jest refleksją abstrakcyjną, czysto akademicką, uprawianą zza biurka, ale pomimo zawiłości egzegetycznych jest refleksją, która porusza. Jest to teologia ze wszech miar biblijna, która wyrasta z doświadczenia wiary i poszukuje treści w historii zbawienia zapisanej na kartach Pisma Świętego. Prezentuje styl myślenia wolny od neofickiej zapalczywości czy ekskluzywizmu. 
Głównym przesłaniem dzieł Lohfinka jest to, aby królestwo Boże ukazać jako porywającą rzeczywistość, projekt życia, drogę zbawienia, a nie jako skomplikowany problem teologiczny. Idea królestwa Bożego pozwala mu nie tylko wyrazić centralne przesłanie Jezusa, wyakcentować istotę eklezjologii biblijnej, ale przede wszystkim wskazać na jedność wewnętrzną Nowego Testamentu. Królestwo Boże jako osnowa myśli teologicznej jest dla Lohfinka nie tylko teoretycznym zagadnieniem egzegetycznym, ale również „problemem” praktycznym.

## Kościół jako społeczność alternatywna
Wspólnym mianownikiem, a zarazem elementem wyróżniającym eklezjologię G. Lohfinka jest teologia Królestwa Bożego. Dla niemieckiego egzegety nie jest to tylko idea teologiczna. Królestwo Boże realizuje się w historii w konkretnym miejscu, czasie i przez konkretnych protagonistów. Miejscem realizacji królowania Boga jest Kościół rozumiany jako społeczność alternatywna - środowisko, w którym urzeczywistnia się orędzie o królestwie Bożym. Zagadnienie to stanowi nie tylko centralny temat teologii G. Lohfinka, ale również program życia, który usiłuje realizować w ramach Katolickiej Gminy Zintegrowanej (Katholische Integrierte Gemeinde).

### Alternatywna geneza Kościoła
Celem jaki stawia sobie G. Lohfink jest rozpoznanie właściwej Kościołowi formy społecznej. W Nowym Testamencie nie znajdziemy określenia Kościoła jako „społeczności alternatywnej”. Gdziekolwiek jednak Nowy Testament mówi o powołaniu Kościoła widzi w nim rzeczywistość „inną” w stosunku do społeczności pogańskiej, nie tylko ze względu na pochodzenie, ale przede wszystkim ze względu na jego naturę i cel.
Po wejściu do Ziemi Obiecanej Izrael doświadczał różnych form życia społecznego. Pierwotną formą zorganizowania była społeczność klanowa. Była ona świadomie przyjętym kontr-modelem dla monarchicznie zorganizowanych państw ościennych a szczególnie Kanaanu. Kolejną formą było państwo z monarchiczną władzą centralną, które spotkała się z krytyką w tradycji deuteronomicznej (zob. 1Sm 8,7). Państwo Izraela najpierw podzielone ostatecznie załamało się pod naporem potężnych mocarstw Babilonu i Asyrii. Od tego momentu Izrael tylko na chwilę odzyska pełną niezależność, poza tym będzie korzystał z ograniczonej suwerenności. Na ten okres przypada czas niewoli babilońskiej. Wniósł on wielką wartość dla religijnej i narodowej tożsamości Izraela w postaci skodyfikowanego prawa. Tora stała się „przenośna ojczyzną” Żydów okazała się podstawą do wytworzenia się nowej formy istnienia ludu Bożego w postaci gminy synagogalnej.
Ta właśnie forma zorganizowania społecznego ludu Izraela stała się zasadą formującą wczesny Kościół. Istotną cechą tak zorganizowanego ludu Bożego jest to, że istnieje jako sieć wspólnot, która oplata całą ziemię, a jednocześnie jako gmina pośrodku społeczeństwa niechrześcijańskiego.
Kościół jako sieć gmin istnieje jako prawdziwa społeczność, która nie naśladuje struktur społeczeństwa pogańskiego, jest prawdziwą ojczyzną, ale nie jest państwem. Ta pierwotna forma istnienia ludu Bożego nie była łatwa, po zakończeniu prześladowań Kościół ulega pokusie aliansu z państwem rzymskim i przyjmuje rolę religii państwowej. Tak jak miało to miejsce w przypadku Izraela również dla Kościoła eksperyment związku tronu z ołtarzem okazał się złym rozwiązaniem. Ten okres historii Kościoła przyniósł wiele szkody: pozbawił wiarę jej wewnętrznej siły, a ostatecznie poróżnił ze światem nauki, ruchem robotniczym i nowoczesnością. Oczywistym wnioskiem z tego historycznego doświadczenia jest fakt, że wzorce polityczne nie powinny być nigdy ostatecznym kryterium formowania ludu Bożego. Tym kryterium jest Tora – nowy porządek społeczny. Zanim jednak pojawił się Kościół musiał zostać ogłoszony i zaprowadzony nowy projekt społeczny królestwa Bożego. Taka możliwość pojawiła się wraz z Jezusem, wokół Niego zaistniała w świecie możliwość zaistnienia nowej społeczności. G. Lohfink wskazuje na trzy kryteria, które winny wyróżniać Kościół od innych społeczności. Są nimi (1) sposób wyłaniania się Kościoła, (2) jego alternatywny etos i (3) alternatywny wobec pogańskich wyobrażeń obraz Boga.

### Sposób wyłaniania alternatywnej społeczności Kościoła
Kościół jako społeczność alternatywna nie wyłania się w wyniku gwałtownej rewolucji opartej na przemocy. Bóg buduje wyłącznie na zrozumieniu, wolnej woli człowieka, odwołując się do osobowej więzi opartej na miłości, wyzbywając się wszelkiej formy przemocy. Ta metodologia wyjaśnia dlaczego proces wyłaniania się nowego społeczeństwa alternatywnego trwa tak długo i wydaje się po ludzku nieudolna. Bóg nigdy nie odwołuje się do przemocy, aby objawić swoją wielkość i panowanie.

### Alternatywny etos Kościoła
Jezus istotę swojej nauki przekazał w Kazaniu na Górze, które spełnia właściwe kryteria, aby mogło być uważane za fundament społeczności alternatywnej. Po pierwsze wskazuje, że stanowi ono całościowy projekt społeczny poprzez bezpośrednie odniesienie do Tory i do sytuacji założycielskiej ludu Bożego Izraela. Po drugie zawiera żądania alternatywne, co oznacza, że może stanowić podstawę istnienia społeczności alternatywnej. Szczególnym wyrazem żądań alternatywnych są antytezy, które stanowią krytykę praktyk i postaw obowiązujących wśród pogan, i w ówczesnym judaizmie. Na pierwszy plan wysuwają się żądanie wyrzeczenia się przemocy (Mt 5,38-42), żądanie bezwarunkowego pojednania (Mt 5,23), oraz żądanie nieograniczonego zaufania wobec Boga (Mt 6,25-34). Każde z nich stanowi antytezę i kontr-propozycję dla postępowania właściwego dla pogan i nieobcego izraelitom.

### Alternatywny obraz Boga
Alternatywny wobec wyobrażeń pogańskich obraz Boga uwidacznia się we wskazaniach dotyczących modlitwy: „Na modlitwie nie bądźcie gadatliwi jak poganie. Oni myślą, że przez wzgląd na swe wielomówstwo będą wysłuchani. Nie bądźcie podobni do nich! Albowiem wie Ojciec wasz, czego wam potrzeba, wpierw zanim Go poprosicie” (Mt 6,7-8). O ile podstawową zasadą religijności pogańskiej była zasada „do ut des” (daj, abyś dostał), tak Jezus ukazuje inne oblicze Boga, który zna nasze potrzeby zanim zostanie poproszony i jest źródłem dobra tak dla dobrych i złych. Nie musi On być przekupywany ofiarami czy wielosłowiem modlitwy. Biorąc pod uwagę zasadę, według której każde wyobrażenie Boga jest uzależnione społecznie, G. Lohfink doprowadza do konkluzji, że alternatywny obraz Boga ukazany przez Jezusa w Kazaniu na Górze domaga się alternatywnej społeczności. Bóg potrzebuje ludu, aby objawić swoje oblicze. Ponieważ jest to oblicze alternatywne wobec wszystkich naszych wyobrażeń, stąd domaga się alternatywnego ludu. Tylko w ten sposób – poprzez świadectwo życia alternatywnej społeczności ludu Bożego – Bóg może być rozpoznany w świecie.

### Kościół jako nowa rodzina
Kościół, aby objawić światu Boga jako Ojca miłości, pokoju, i przebaczenia, nie może dokonać tego inaczej jak tylko praktykując właściwy etos wewnątrz swojej wspólnoty. Kościół tylko wówczas będzie istniał jako społeczność sprawiedliwa, odmienna i alternatywna w stosunku do wszystkich innych społeczności, o ile będzie w stanie objawić prawdziwe oblicze Boga. Tam, gdzie Bóg wzbudza do istnienia wspólnotę wolną od przemocy i nienawiści, zdolną do bezwarunkowej miłości i przebaczenia, gdzie sprawiedliwość społeczna powodowana jest miłosierdziem, tam prawdziwe oblicze Boga staje się widzialne – tam Kościół spełnia swoją misję. Kościół jako społeczność alternatywna jawi się jako środowisko życia, w którym prawo Boże jest praktykowane, niesie radość i wybawienie.
G. Lohfink, dla opisu Kościoła jako społeczności alternatywnej posługuje się obrazem rodziny. Kościół to nowa rodzina (alternatywna wobec rodziny naturalnej i więzi naturalnych typu plemiennego czy narodowego) zjednoczona nie więzami krwi ale wiary, której Ojcem jest Bóg. Poprzez poddanie się woli Boga wszyscy dla siebie stają się braćmi i siostrami. Wyrzeczenie się przemocy, wzajemna miłość i solidarność, bezwarunkowa gotowość do wybaczenia czynią z tej społeczności szczególny znak dla świata. Tym co wyróżnia społeczność zbudowaną na alternatywnym etosie nie jest wolność od wad, błędów i problemów, ale alternatywny – oparty na prawie bożym – sposób ich rozwiązywania. Tylko taka egzystencja – pod panowaniem Boga – może sprawić, że Kościół spełni swoją misję – być światłem dla świata i solą dla ziemi (por. Mt 5, 13-14).
Projekt teologiczny G. Lohfinka jest kontr-propozycją i sprzeciwem wobec indywidualizmu i tych zmian społecznych, które redukują Kościół do jednego z sektorów życia społecznego pozbawiając go możliwości oddziaływania zgodnie ze swoją naturą i misją.

## Publikacje
Książki:
- Paulus vor Damaskus. Arbeitsweisen der neuen Bibelwissenschaft dargestellt an den Texten Apg 9,1-19; 22,3-21; 26,9-18, Stuttgart 1965.
- Die Himmelfahrt Jesu. Untersuchungen zu den Himmelfahrts- und Erhöhungstexten bei Lukas (Studien zum Alten und Neuen Testament Bd. 26), München 1971, rozprawa doktorska.
- Die Sammlung Israels. Eine Untersuchung zur lukanischen Ekklesiologie, München 1975, rozprawa habilitacyjna.
- Wie hat Jesus Gemeinde gewollt? Zur gesellschaftlichen Dimension des christlichen Glaubens, Freiburg im Breisgau, 1982.
- Gottes Taten gehen weiter. Geschichtstheologie als Grundvollzug neutestamentlicher Gemeinden, Freiburg im Breisgau 1985.
- Wem gilt die Bergpredigt? Beiträge zu einer christlichen Ethik, Freiburg im Breisgau 1988.
- Studien zum Neuen Testament, Stuttgart 1989.
- Braucht Gott die Kirche? Zur Theologie des Volkes Gottes, Freiburg i. Br. 3. Auflage 1998.
- Welche Argumente hat der neue Atheismus? Eine kritische Auseinandersetzung, Bad Tölz 2008.
- Der letzte Tag Jesu. Was bei der Passion wirklich geschah, Bad Tölz / Stuttgart 2009.
- Beten schenkt Heimat. Theologie und Praxis des christlichen Gebets, Freiburg i. Br. 2010.
- Jesus von Nazaret. Was er wollte. Wer er war, Freiburg i. Br. 3. Auflage 2012.

Lista publikacji, które ukazały się w języku polskim:
- Rozumieć Biblię: wprowadzenie do krytyki form literackich (1987).
- Pytanie o prawidłową formę ludu Bożego, tłum. E. Pieciul-Karmińska, „W drodze” 5 (381) 2005, s. 54-70.
- Czy Bóg potrzebuje Kościoła?, tłum. E. Pieciul-Karmińska, „W drodze”, Poznań (2005).
- Czy Jezus głosił utopię?, tłum. E. Pieciul-Karmińska, „W drodze”, Poznań (2006).
- Ostatni dzień Jezusa, tłum. E. Pieciul-Karmińska, „W drodze” (2006).
- Jakie argumenty ma nowy ateizm? tłum. Jerzy Machnacz, Studium Nauk Humanistycznych Politechniki Wrocławskiej, Wrocław (2009).
- Maryja – nie bez Izraela: nowe spojrzenie na naukę o Niepokalanym Poczęciu, tłum. E. Pieciul-Karmińska, „W drodze”, Poznań (2010)[23].
- Modlitwa moją ojczyzną. Teologia i praktyka modlitwy chrześcijańskiej, tłum. E. Pieciul-Karmińska, „W drodze”, Poznań (2011).
- Jezus z Nazaretu. Czego chciał. Kim był, tłum. E. Pieciul-Karmińska,  „W drodze”, Poznań (2012).
- Przeciw banalizacji Jezusa, tłum. E. Pieciul-Karmińska, "Święty Wojciech", Poznań (2014).
- Jeśli nie dzisiaj, to kiedy, tłum. E. Pieciul-Karmińska, "Święty Wojciech", Poznań (2016).
- 50 listów o wierze. Jak dzisiaj być chrześcijaninem, tłum. E. Pieciul-Karmińska, "Jedność", Kielce (2019)
- Tajemnica Galilejczyka. Nocna rozmowa o Jezusie z Nazaretu, tłum. E. Pieciul-Karmińska, "Jedność", Kielce (2021)
- A na końcu nic? O zmartwychwstaniu i życiu wiecznym, tłum. E. Pieciul-Karmińska, "Jedność", Kielce (2024)
- Pełny wykaz publikacji Gerharda Lohfinka do 2006: zob. Michał Rychert, Gerhard Lohfink – życie, twórczość i recepcja w Polsce, „Teologia i Człowiek”, 12 (2008), s. 95-122.

## Opracowania na temat teologii Gerharda Lohfinka
- Michał Rychert, Kościół jako społeczność alternatywna. Teologia królestwa Bożego według Gerharda Lohfinka, Toruń 2009.
- Michał Rychert, Społeczno-historyczny wymiar królestwa Bożego w teologii Gerharda Lohfinka, „Seminare” 24 (2007), s. 177-190.
- Michał Rychert, Gerhard Lohfink – życie, twórczość i recepcja w Polsce, „Teologia i Człowiek” 12 (2008), s. 95-122.
- Michał Rychert, Wymóg bezwarunkowej miłości i przebaczenia jako fundament wspólnoty chrześcijańskiej według Gerharda Lohfinka, „Studia Koszalińsko-Kołobrzeskie” 14 (2009), s. 171-185.
- Michał Rychert, Śmierć „za wielu”. Teologia ekspiacyjnej śmierci Jezusa za grzech odrzucenia przez Izrael według Gerharda Lohfinka, „Collectanea Theologica” 1 (2009), s. 21-30.
- Michał Rychert, G. Lohfink, Przeciw banalizacji Jezusa, tłum. Eliza Pieciul-Karmińska, Wydawnictwo św. Wojciecha, Poznań 2015, ss. 448, „Studia Koszalińsko-Kołobrzeskie” 22 (2015), s. 313-316.